# La risa es bella
La risa es bella es un programa de televisión humorístico argentino emitido por Canal 13 durante 2008.

## Emisiones
El programa comenzó a transmitirse el 24 de mayo de 2008 y finalizó repentinamente el 30 de julio del mismo año, a pesar de que todavía quedaban varias emisiones inéditas. La producción del programa dio una explicación al respecto, dando a conocer problemas económicos. Su horario era los sábados a las 21:00 y su duración era de una hora.
Sin embargo, el 10 de enero de 2010 se decidió volver a transmitir el programa, incluidos los que nunca habían salido al aire para la programación veraniega de ese año, los jueves a las 22:45 (UTC-3).
Después en 2012 se emitieron los sketchs de este programa en el bloque Domingo de Humor en el cual estaban los sketches de Humor de Primera (2009-2010), Midachi TV (2006) y La Risa es Bella (2008).

## Sinopsis
Su protagonista es Freddy Villarreal y el elenco se completa con Anita Martínez, Sebastián Almada, Atilio Veronelli, Goly Turilli, Leonardo Cerrizuela, Iván Romanelli y Tony Amallo.
Los libros son de Freddy Villarreal, con la colaboración de Atilio Veronelli y  Sebastián Almada.

## Famosos que fueron invitados a participar del ciclo
- Diego Pérez
- Carolina Oltra
- Moria Casan
- Gabriel Goity
- Yayo Guridi
- Miguel Ángel Rodríguez
- Osvaldo Laport
- María Valenzuela
- Fátima Flórez
- Ari Paluch
- Belén Francese
- Mariano Martínez
- Rodolfo Samso
- Álvaro Navia
- Daniel "La Tota" Santillán
- Nito Artaza
- Kenita Larrain
- Leo Rosenwasser
- Roberto Giordano
- Elena Fortabat
- Nicolás Scarpino
- Diego Korol
- Adriana Aguirre
- Ricardo García
- José María Listorti
- Marcos Di Palma
- Jorge Lafauci
- Matias Santoiani
- Chiche Gelblung
- Marcelo De Bellis
- Carlos Bilardo
- Jorge Corona
- Mario Pasik
- Toti Ciliberto